# Mi Ranchito Estate
Mi Ranchito Estate – jednostka osadnicza w Stanach Zjednoczonych, w stanie Teksas, w hrabstwie Starr.